# Cèler (executat per Domicià)
Cèler (en llatí: Celer) era un cavaller romà del temps de Domicià que va morir executat acusat d'haver tingut relacions sexuals amb Cornèlia, una verge vestal. Fins al darrer moment es va declarar innocent.